# Lukáš Galvas
Lukáš Galvas (* 28. března 1979 v Opavě) je bývalý český hokejový obránce.

## Hráčská kariéra
Hokejovou kariéru začínal ve Vítkovicích, za které nastupoval i v extralize, tedy nejvyšší soutěži v ledním hokeji v České republice. V sezóně 2000/2001 odehrál jedno utkání též za Opavu v první lize. Před sezónou 2002/2003 přestoupil z Vítkovic do Zlína a za místní klub (s výjimkou sezóny 2003/2004, kdy nastupoval za Karlovy Vary) hrál až do konce sezóny 2011/2012. Po ní přestoupil do Třince. Během třineckého působení si zahrál také za reprezentaci a pomohl poprvé vyhrát finský turnaj Karjala (2012).
Dne 5. února 2017 proti Bílým Tygrům Liberec odehrál svůj tisící zápas v české extralize. Po jedné následující sezóně za HC Olomouc ukončil profesionální kariéru.

## Ocenění a úspěchy
- 2015 ČHL – Nejlepší hráč v pobytu na ledě v playoff (+/-)

## Prvenství
- Debut v ČHL – 20. října 1996 (HC Petra Vsetín proti HC Vítkovice)
- První asistence v ČHL – 26. října 1997 (HC Vítkovice proti HC Sparta Praha)
- První gól v ČHL – 5. března 2000 (HC Vítkovice proti HC České Budějovice, českému brankáři Ivo Čapek)

## Klubová statistika
| Sezóna       | Klub                    | Soutěž       |     | Základní část | Základní část | Základní část | Základní část | Základní část |   | Play off | Play off | Play off | Play off | Play off |
| Sezóna       | Klub                    | Soutěž       | Z   | G             | A             | B             | TM            | Z             | G | A        | B        | TM       |          |          |
| 1996–97      | HC Vítkovice            | ČHL          | 8   | 0             | 0             | 0             | 2             | 2             | 0 | 0        | 0        | 0        |          |          |
| 1997–98      | HC Vítkovice            | ČHL          | 29  | 0             | 3             | 3             | 31            | 8             | 0 | 0        | 0        | 4        |          |          |
| 1998–99      | HC Vítkovice            | ČHL          | 39  | 0             | 6             | 6             | 30            | 4             | 0 | 0        | 0        | 27       |          |          |
| 1999–00      | HC Vítkovice            | ČHL          | 47  | 1             | 9             | 10            | 34            | —             | — | —        | —        | —        |          |          |
| 2000–01      | HC Vítkovice            | ČHL          | 34  | 0             | 3             | 3             | 65            | 10            | 1 | 3        | 4        | 16       |          |          |
| 2000–01      | HC Slezan Opava         | 1.ČHL        | 1   | 0             | 1             | 1             | 2             | —             | — | —        | —        | —        |          |          |
| 2001–02      | HC Vítkovice            | ČHL          | 52  | 4             | 19            | 23            | 42            | 12            | 1 | 3        | 4        | 10       |          |          |
| 2002–03      | HC Hamé Zlin            | ČHL          | 46  | 1             | 5             | 6             | 40            | —             | — | —        | —        | —        |          |          |
| 2003–04      | HC Energie Karlovy Vary | ČHL          | 52  | 2             | 8             | 10            | 26            | —             | — | —        | —        | —        |          |          |
| 2004–05      | HC Hamé Zlín            | ČHL          | 40  | 1             | 5             | 6             | 40            | 17            | 0 | 1        | 1        | 20       |          |          |
| 2005–06      | HC Hamé Zlín            | ČHL          | 46  | 4             | 4             | 8             | 77            | 6             | 0 | 2        | 2        | 8        |          |          |
| 2006–07      | HC Hamé Zlín            | ČHL          | 51  | 2             | 4             | 6             | 66            | 5             | 1 | 1        | 2        | 4        |          |          |
| 2007–08      | RI Okna Zlín            | ČHL          | 46  | 2             | 9             | 11            | 38            | —             | — | —        | —        | —        |          |          |
| 2008–09      | RI Okna Zlín            | ČHL          | 52  | 3             | 18            | 21            | 60            | 5             | 0 | 0        | 0        | 4        |          |          |
| 2009–10      | PSG Zlín                | ČHL          | 31  | 5             | 7             | 12            | 59            | 2             | 0 | 2        | 2        | 2        |          |          |
| 2010–11      | PSG Zlín                | ČHL          | 52  | 4             | 18            | 22            | 68            | 4             | 2 | 1        | 3        | 2        |          |          |
| 2011–12      | PSG Zlín                | ČHL          | 52  | 6             | 3             | 9             | 24            | 12            | 1 | 4        | 5        | 14       |          |          |
| 2012–13      | HC Oceláři Třinec       | ČHL          | 41  | 2             | 12            | 14            | 16            | 13            | 0 | 3        | 3        | 10       |          |          |
| 2013–14      | HC Oceláři Třinec       | ČHL          | 47  | 4             | 3             | 7             | 16            | 11            | 0 | 2        | 2        | 2        |          |          |
| 2014–15      | HC Oceláři Třinec       | ČHL          | 48  | 1             | 6             | 7             | 28            | 16            | 2 | 3        | 5        | 6        |          |          |
| 2015–16      | HC Oceláři Třinec       | ČHL          | 27  | 1             | 2             | 3             | 14            | 3             | 0 | 1        | 1        | 4        |          |          |
| 2016–17      | HC Oceláři Třinec       | ČHL          | 33  | 0             | 1             | 1             | 36            | 6             | 0 | 1        | 1        | 10       |          |          |
| 2017–18      | HC Olomouc              | ČHL          | 38  | 0             | 7             | 7             | 26            | 9             | 0 | 1        | 1        | 0        |          |          |
| Celkem v ČHL | Celkem v ČHL            | Celkem v ČHL | 911 | 43            | 152           | 195           | 838           | 145           | 8 | 28       | 36       | 143      |          |          |

## Reprezentace
| Rok                       | Tým                       | Soutěž                    | Z  | G | A | B | TM |
| ------------------------- | ------------------------- | ------------------------- | -- | - | - | - | -- |
| 1997                      | Česko 18                  | MEJ                       | 6  | 0 | 3 | 3 | 14 |
| 1998                      | Česko 20                  | MSJ                       | 7  | 1 | 1 | 2 | 6  |
| 1999                      | Česko 20                  | MSJ                       | 6  | 0 | 1 | 1 | 18 |
| Juniorská kariéra celkově | Juniorská kariéra celkově | Juniorská kariéra celkově | 19 | 1 | 5 | 6 | 38 |